# ايمي فيون ادواردز
ايمي فيون ادواردز (بالإنجليزية: Aimee-Ffion Edwards)‏ هي ممثلة البريطانية، ومثلة بدور لوسي, في المسلسل التلفزيوني، بشرات (مسلسل) .